# ويليام د. مارتن
ويليام د. مارتن (بالإنجليزية: William D. Martin)‏ هو قاضي ومحامي وسياسي أمريكي، ولد في 20 أكتوبر 1789، وتوفي في 17 نوفمبر 1833 في تشارلستون في الولايات المتحدة. حزبياً، نشط في ديمقراطية جاكسونية والحزب الديمقراطي. وقد انتخب عضو مجلس النواب الأمريكي.